# Margaret Price
Dame Margaret Berenice Price, DBE (* 13. April 1941 in Blackwood, Monmouthshire, Wales; † 28. Januar 2011 nahe Cardigan) war eine walisische Opernsängerin (Sopran).

## Leben
Margaret Price stammte aus einer musikalischen Familie und begann früh zu singen. Eigentlich hatte sie nicht vor, die Musik zum Beruf zu machen, sondern wollte Biologielehrerin werden. Auf Empfehlung ihres Musiklehrers sang sie im Alter von 15 Jahren Charles Kennedy Scott vor, der ihr ein Stipendium vermittelte. Er konnte sie überreden, bei ihm am Trinity College of Music in London zu studieren, wobei sie zunächst für einen Mezzosopran gehalten wurde.
Der Vater der Sängerin, der zunächst gegen ihre Berufswahl gewesen war, schaffte es, ihr ein Engagement an der Welsh National Opera in Cardiff zu vermitteln. Dort debütierte sie 1962 als Cherubino in Mozarts „Le nozze di Figaro“.
Schon ein Jahr später erhielt Margaret Price ein Engagement am Royal Opera House in London. Nachdem sie hier zunächst in kleinen Rollen eingesetzt worden war, kam ihr großer Moment, als Teresa Berganza kurzfristig eine Aufführung von Figaros Hochzeit krankheitsbedingt absagen musste. Margaret Price durfte – wieder als Cherubino – einspringen und startete mit diesem Auftritt ihre Karriere.
Auf Empfehlung des Dirigenten und Pianisten James Lockhart nahm Price in der Folgezeit noch einmal Gesangsunterricht und entwickelte ihre leuchtende Höhe, die sie zu einer der beliebtesten lyrischen Sopranistinnen der 1970er und 1980er Jahre machen sollte.
Ab Mitte der 1960er Jahre hatte sie einen Fürsprecher in dem großen Dirigenten Otto Klemperer, mit dem sie ihre ersten großen Plattenaufnahmen machte, unter anderem eine Gesamtaufnahme von „Così fan tutte“, in der sie mit der Fiordiligi ihre erste Hauptrolle aufnahm.
In den folgenden Jahren gab sie Gastspiele in der ganzen Welt, zum Beispiel ab 1985 an der Metropolitan Opera in New York, suchte sich aber immer eine feste Basis, wo sie den größten Teil des Jahres verbrachte. Ab 1971 waren ihre Stammhäuser die Opern in Köln und vor allem in München, wo sie bis zu ihrem Rückzug von der Bühne 1999 wohnte.
Für ihre Verdienste erhielt sie den Titel einer Bayerischen Kammersängerin und wurde in ihrer Heimat 1993 zur „Dame“ geadelt. Zuletzt lebte die Sängerin, die von sich sagte, sie sei ein Porsche-Freak, wieder in einem kleinen Ort in Wales und züchtete Hunde.
Price starb im Januar 2011 an Herzversagen.

## Repertoire
Den Schwerpunkt im Bühnenrepertoire der Sängerin bildeten immer die großen Partien in Mozart-Opern, vor allem die Donna Anna im „Don Giovanni“, die Contessa in „Figaros Hochzeit“, die Fiordiligi in „Così fan tutte“ und Pamina in der „Zauberflöte“.
Später kamen Partien von Giuseppe Verdi dazu, vor allem die Amelia im „Maskenball“, die Elisabetta im „Don Carlos“ und die Desdemona im Otello. Von Richard Strauss sang Price vor allem die Marschallin im „Rosenkavalier“ und Ariadne in „Ariadne auf Naxos“. Obwohl sie auch ungewöhnliche Rollen annahm wie die Adriana Lecouvreur von Cilea, blieb ihr Repertoire relativ klein, weil sie fürchtete, ihre Stimme zu überfordern.
Der zweite Schwerpunkt ihrer Tätigkeit waren immer Liederabende insbesondere mit Werken von Franz Schubert, Felix Mendelssohn Bartholdy und Richard Strauss.
Price hat während ihrer langen Karriere sehr viele Platten aufgenommen, sowohl Opern als auch Lieder. Ihre vielleicht bekannteste Aufnahme ist die Gesamtaufnahme von Richard Wagners „Tristan und Isolde“ unter Carlos Kleiber, in der sie die Isolde sang, eine Rolle, die sie – ebenfalls aus Rücksicht auf ihre Stimme – auf der Bühne nie gewagt hat, obwohl sie nach Erscheinen der Platte viele Angebote bekam. Ihr großer Liedbegleiter war Graham Johnson.

## Ehrungen
- 1979: Bayerische Kammersängerin[3]
- 1982: Commander of the British Empire (CBE)
- 1983: Ehrendoktor der University of Wales
- 1993: Dame Commander of the British Empire (DBE)[4]